# Pangi
Pangi a Kongói Demokratikus Köztársaság egyik települése. Ez Maniema tartományon belül Pangi terület közigazgatási központja. A falun keresztülfolyik az Eila, mely később, nyugatra a Lualabába torkollik. Területe a Beia, az Ikama, a Wakabango és a Wasonbgola szektorokra oszlik.